# NGC 3231
NGC 3231 је расејано звездано јато у сазвежђу Велики медвед које се налази на NGC листи објеката дубоког неба.
Деклинација објекта је + 66° 48' 45" а ректасцензија 10h 26m 57,8s. Привидна величина (магнитуда) објекта NGC 3231 износи 13,3.